# Llafranch

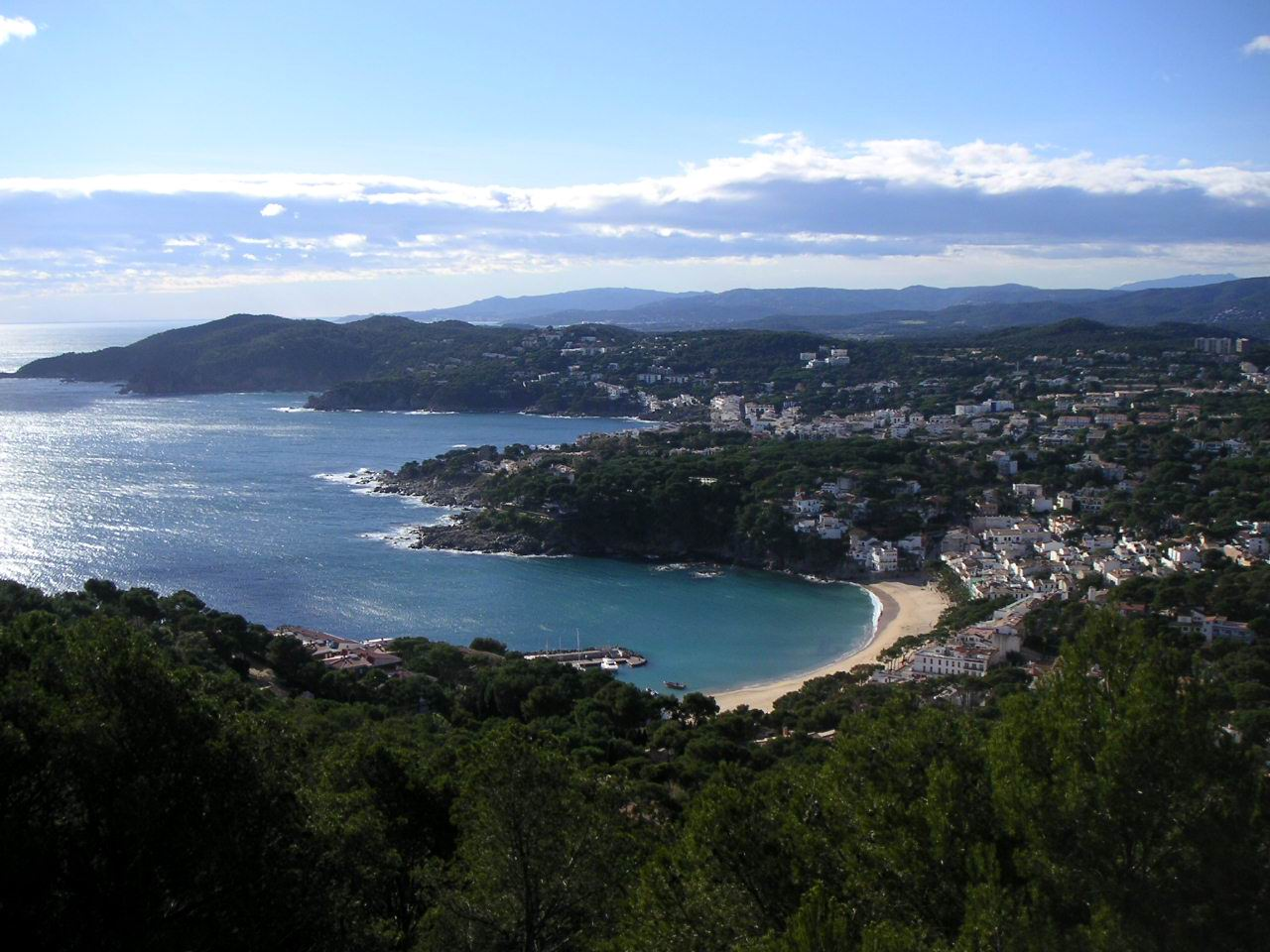
Vista general de la población

Llafranch (oficialmente y en catalán Llafranc) es una entidad de población del municipio español de Palafrugell (Gerona) En 2009 tenía 316 habitantes.
Llafranch es una de las pedanías costeras de Palafrugell, situada en plena Costa Brava, una localidad pintoresca que conserva el antiguo encanto de los pueblos de la zona antes de la llegada del turismo de masas. Núcleo urbano situado sobre una costa rocosa, junto a otro núcleo costero y turístico situado más al sur, denominado Calella de Palafrugell.
Junto a Llafranch, más al norte, se encuentra la montaña del faro de San Sebastián, con un mirador en su cima.  

## Historia
En el año 1964 se descubrió, a pocos cientos de metros al norte de la playa, el dolmen de Can Mina de los Torrents, que prueba la presencia de seres humanos desde la Edad de Piedra, hace unos cuatro o cinco mil años.
En el siglo II a. C., con la llegada de los romanos a Empúries, el Poblado Ibérico de San Sebastián de la Guarda vivió un lento y progresivo abandono en favor del núcleo de Llafranc, ocupado de forma permanente hasta el siglo IV d. C.. La localidad de Llafranc se convirtió, en época romana, en un destacado centro de producción de vino y alfarería. Desde su puerto salían ánforas para almacenar vino, materiales de construcción, cerámica de cocina y vajilla; además del vino cultivado en su traspaís, donde se han localizado más de una decena de villas romanas.
Del pasado romano, el pueblo conserva los vestigios de lo que fue una prensa de vino y una bodega muy cerca de la iglesia de Santa Rosa, ubicada en un pequeño promontorio, donde las excavaciones arqueológicas han descubierto las viviendas más antiguas del yacimiento. Uno de los restos más antiguos es una lápida sepulcral (hoy en día desaparecida) dedicada por Cesárea a su esposo Carudo.
En 1857 se inauguró el faro de San Sebastián, en el cabo de San Sebastián, cercano a la torre de vigilancia del siglo XV y la ermita barroca y la hospedería.
Desde finales del siglo XIX, Llafranc se convirtió en un lugar de ocio cada vez más frecuentado. En 1936, durante la guerra civil española, la iglesia de Santa Rosa fue parcialmente quemada.
El crecimiento más pronunciado de demandas de licencias de obra en Llafranc fue durante los años 1930 y entre 1950 y 1970.
En 1935 Maria Gratacós Lluensí fundó el Hotel Llevant, que entre 1975 y 2000 acogió una sala de exposiciones de arte.
El día 7 de junio del 2013, el escritor inglés Tom Sharpe murió —debido a una diabetes— en Llafranc, el pueblo donde había estado viviendo desde la década de 1990.